# Silenus

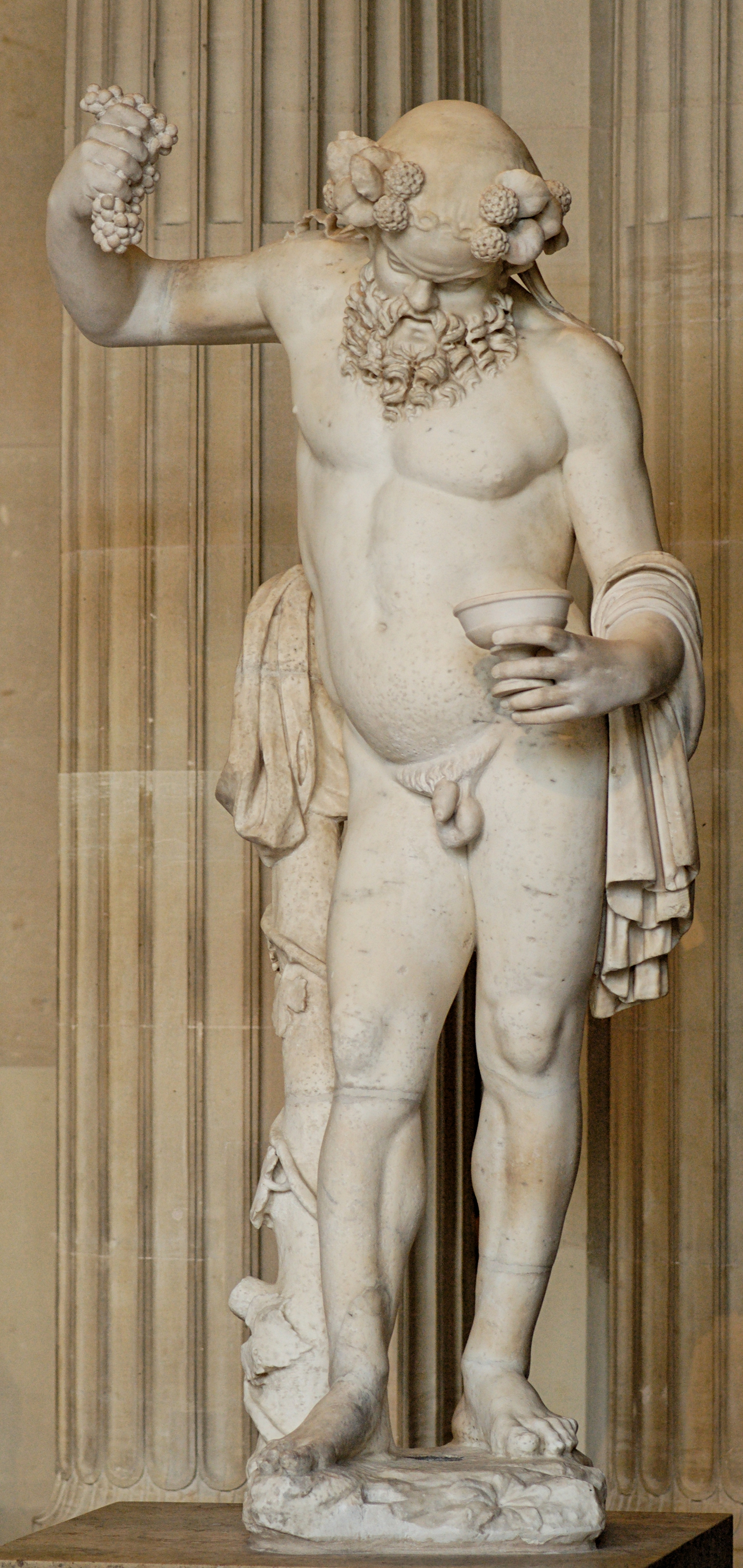
Silenus beat, sec. II d.Hr.

În mitologia greacă, Silenus (în greacă Σειληνός) era un companion și tutore al zeului vinului Dionis. El este cel mai bătrân dintre satirii din suita dionisiacă (thiasos). 

## Evoluția personajului
Silenusul original a semănat cu un om folcloric din pădure, cu urechile unui cal și uneori și coada și picioarele unui cal. Cei mai târzii au fost urmașii beți ai lui Dionysus, de obicei cheili și grași, cu buze groase și nas boțit, având picioarele unui om. Mai târziu, pluralul "sileni" a ieșit din uz și singurele referințe au fost la un individ numit Silenus, profesor și tovarășul credincios al zeului vinului Dionysus.